# 타투인
|                        |
|                        |
| 타투인 행성 촬영 장소. |

타투인(Tatooine)은 영화 《스타 워즈》에 나오는 행성이다. 타투인은 자바 더 헛의 지배하에 있으며, 쌍성 주위를 공전하는 행성이자 사막 행성이다.
자바 더 헛의 지배하에 있는 행성답게 온갖 범죄자들이 득시글대는 곳이며, 그와 관계 없는 사람들은 수경 농사를 하며 근근히 살아가는 가난한 변방 행성으로 은하 공화국이나 은하 제국도 관심 하나 가지지 않는 곳이다.
이 행성은 《스타 워즈》의 주인공인 아나킨 스카이워커의 고향, 루크 스카이워커가 자란 곳이기도 하며, 오비완 케노비가 은둔해 있던 행성이기도 하다.
타투인의 명칭은 튀니지의 도시인 타타우인에서 따왔다.

## 거주 종족
- 헛족
- 인간
- 자와
- 터스킨 레이더스

## 과학
타투인은 쌍성주위 행성의 대명사로 잘 알려져 있다. 2011년에는 실제 쌍성주위 행성인 케플러-16b의 별명으로 타투인이 붙었다.

## 같이 보기
- 스타워즈의 행성 목록
- 사막 행성
- 아라키스
- 화성